# Westliche Wei-Dynastie

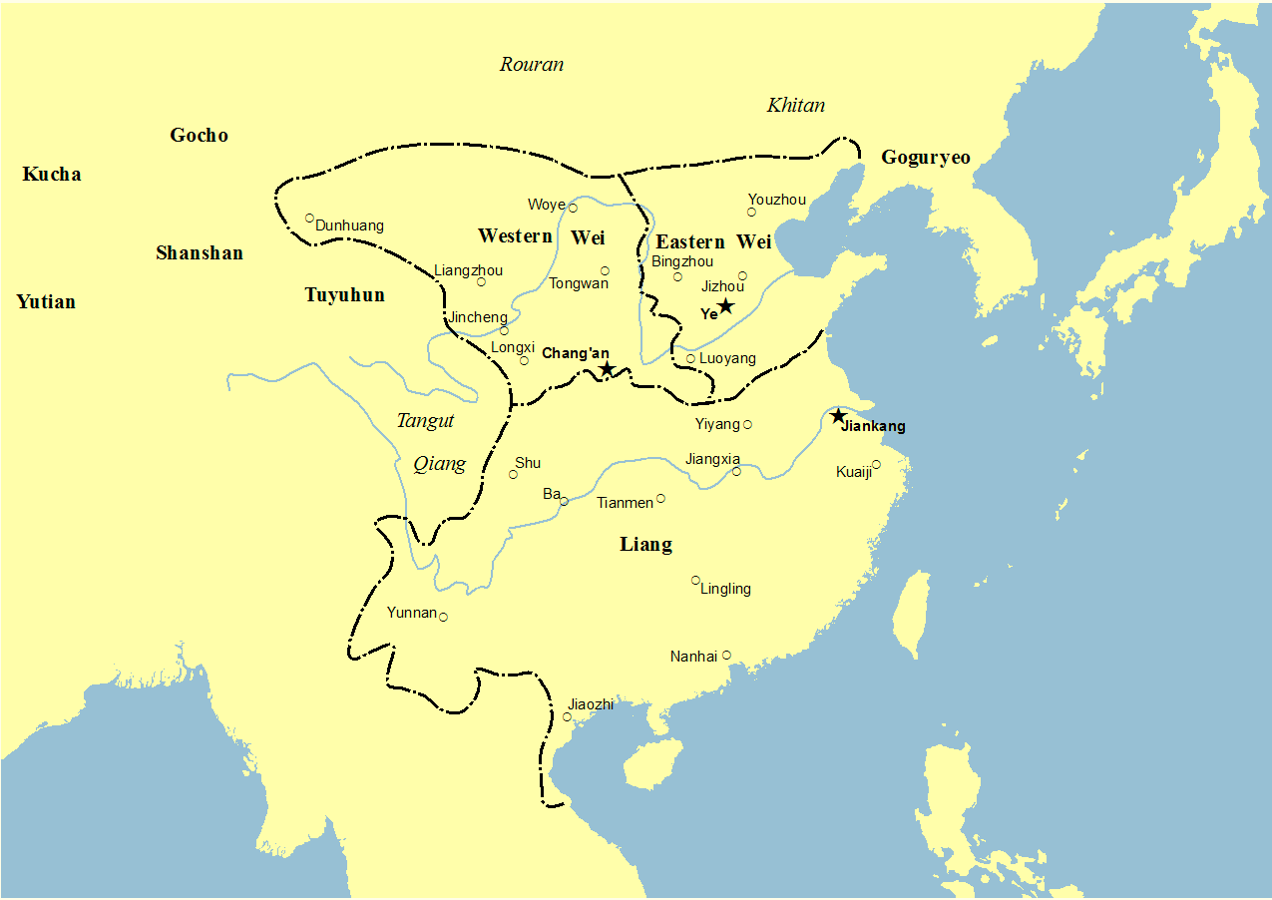
Westliche Wei, Östliche Wei und Liang in China

Die Westliche Wei-Dynastie folgte der Auflösung der Nördlichen Wei und herrschte über das nördliche China von 535 bis 556.
Nachdem der Nördliche Wei-Kaiser Yuan Xiu von dem Xianbei-General Yuwen Tai getötet worden war, wurde Yuan Baoju als Kaiser der Westlichen Wei eingesetzt, während Yuwen Tai als eigentlicher Herrscher fungierte. Obwohl die Westlichen Wei kleiner an Territorium und Bevölkerung waren als die Östlichen Wei, waren sie in der Lage, den Angriffen des östlichen Reiches standzuhalten, auch waren die Westlichen Wei dank ihrer besseren wirtschaftlichen Voraussetzungen dazu in der Lage, den ganzen westlichen Teil des Liang-Reiches im Süden zu erobern und besetzten das Gebiet des heutigen Sichuan. Im Jahr 557 entthronte Yuwen Tais Neffe Yuwen Hu den Kaiser Gong und setzte Yuwen Tais Sohn Yuwen Jue auf den Thron, beendete die Westliche Wei und gründete die Nördliche Zhou-Dynastie.

## Herrscher der Westlichen Wei (535–556)
| Postumer Name (Shi Hao 諡號)                          | Personenname                   | Dauer der Regentschaft | Äranamen und jeweilige Zeitspanne |
| ----------------------------------------------------- | ------------------------------ | ---------------------- | --------------------------------- |
| Nördliche Dynastie                                    |                                |                        |                                   |
| chinesische Konvention: Westliche Wei + postumer Name |                                |                        |                                   |
| Wen Di (文帝 wén dì)                                  | Yuan Baoju (元寶炬 Yuán Bǎojù) | 535–551                | Datong (大統 dà tǒng) 535–551     |
| Fei Di (廢帝 fèi dì)                                  | Yuan Qin (元欽 Yuán Qīn)       | 552–554                | existiert nicht                   |
| Gong Di (恭帝 gōng dì)                                | Tuoba Kuo (拓拔廓 Tuòbá Kuò)   | 554–556                | existiert nicht                   |